# Volontaires (stanice metra v Paříži)
Volontaires je nepřestupní stanice pařížského metra na lince 12 v 15. obvodu v Paříži. Nachází se na křižovatce ulic Rue de Vaugirard, pod kterou vede linka metra, a Rue des Volontaires.

## Historie
Stanice byla otevřena 5. listopadu 1910 jako součást prvního úseku linky A mezi stanicemi Porte de Versailles a Notre-Dame-de-Lorette. Tuto linku provozovala Société du chemin de fer électrique souterrain Nord-Sud de Paris, zkráceně nazývaná jako Compagnie Nord-Sud (Společnost Sever-Jih). Po jejím sloučení se společností Compagnie du Métropolitain de Paris obdržela linka A v roce 1931 číslo 12.

## Název
Jméno stanice znamená česky „dobrovolníci“ a je odvozeno od názvu ulice Rue des Volontaires. V roce 1822 vytvořili sami obyvatelé z původně bezejmenné slepé ulice novou ulici, která tak získala název Ruelle Volontaire (Dobrovolná ulička). Později byl název upraven do dnešní podoby (přidáním koncového s pro množné číslo) na ulici Dobrovolníků na počest vojáků Francouzské revoluce.

## Vstupy
Stanice má jen jediný vchod umístěný na nároží ulic Rue de Vaugirard a Rue des Volontaires.